# Estnische Badmintonmeisterschaft 2002
Die Estnische Badmintonmeisterschaft 2002 fand vom 2. bis zum 3. Februar 2002 in Tallinn statt. Es war die 38. Austragung der Titelkämpfe.

## Medaillengewinner
| Disziplin    | Gold                       | Silber                        | Bronze                    |
| ------------ | -------------------------- | ----------------------------- | ------------------------- |
| Herreneinzel | Heiki Sorge                | Meelis Maiste                 | Martin Nemvalts           |
| Dameneinzel  | Kati Tolmoff               | Piret Hamer                   | Kai-Riin Saluste          |
| Herrendoppel | Meelis Maiste Indrek Küüts | Heiki Sorge Andres Aru        | Tauno Tooming Aigar Tõnus |
| Damendoppel  | Helen Reino Piret Hamer    | Kai-Riin Saluste Kati Tolmoff | Kairi Saks Kati Kraaving  |
| Mixed        | Heiki Sorge Kati Tolmoff   | Peeter Randväli Eve Jugandi   | Meelis Maiste Kelli Vilu  |